# Sascha Fischer
Sascha Fischer (* 24. Dezember 1971) ist ein ehemaliger deutscher Rugby-Union-Spieler.
Fischer kam vom Volleyball zum Rugby und spielte anfangs für den DSV Hannover 78, bevor er schließlich nach Frankreich wechselte und dort viele Jahre als Profi tätig war. Für den CS Bourgoin-Jallieu spielte er im renommierten Heineken Cup mit. Bis 2009 war er als Spieler des Le Bugue AC in der Fédérale 1 im Einsatz. Mit 2,08 Meter ist der Zweite-Reihe-Stürmer einer der größten Spieler des europäischen Rugbys. In der deutschen Rugby-Nationalmannschaft bestritt Fischer 27 Länderspiele. Er zeichnete sich durch robuste Spielweise, Schlagfertigkeit und Spielübersicht aus.